# 高遠賴繼
高遠賴繼（生年不詳－1552年9月4日？）是日本戰國時代武將。信濃國的國人眾。伊那郡高遠城（現今長野縣伊那市高遠町）城主。甲斐武田氏的家臣、信濃先方眾。諏訪郡領主諏訪氏庶流高遠氏的當主，亦自稱諏訪氏。受領名是信濃守、紀伊守。父親是高遠滿繼（信濃守）。

## 生平
被認為是在諏訪氏的文明之內訌時，與惣領家對立的高遠繼宗的兒子或孫兒（如果父親是高遠滿繼）。生年不詳，家中嫡男。在諏訪賴滿統一諏訪氏時進行抵抗，不過後來投向賴滿。後來迎賴滿的女兒為妻。
在戰國時期，甲斐國守護武田氏和信濃國諏訪郡的諏訪氏是同盟關係，但是在天文10年（1542年）6月於武田氏由武田晴信（信玄）成為當主後，晴信決定正式侵攻信濃，於是破棄與諏訪氏的同盟並侵攻諏訪郡。翌年（1543年）7月2日，賴繼參與武田氏的諏訪侵攻，於是進攻諏訪賴重的本據地上原城（現今長野縣諏訪市）。賴重向武田方降伏，在同年7月被護送至甲府自殺（『高白齋記』、『守矢賴真書留』）。諏訪領被武田氏分割，賴繼支配西半分，但是以成為諏訪氏惣領為志向的賴繼與伊那郡福與城的藤澤賴親等人侵攻武田的領地，在同年9月25日於諏訪宮河邊被武田軍擊退，於是從諏訪退去（『高白齋記』）。
武田軍更進攻伊那的藤澤賴親和小縣郡長窪城的大井貞隆等人。天文14年（1545年）4月17日，高遠城亦被攻陷，賴繼亦向武田軍降伏並前往甲府出仕（『高白齋記』）。高遠城在此後被武田氏改修並成為支配信濃的據點。天文17年（1548年）2月14日，武田軍在與小縣郡的村上義清的戰鬥中敗退（上田原之戰），以及同年7月因為諏訪西方眾謀反等，令武田支配的領域產生動搖（『高白齋記』、『勝山記』），不過賴繼在同年4月3日從甲府返回高遠城（『高白齋記』）。
後來再次仕於武田家。在天文21年（1552年）8月16日死去（一說是自殺）。法名是大用普徹禪定院。
以前的說法認為高遠氏從賴繼死去後滅亡，不過根據近年在高野山成慶院發現的『甲斐國過去帳』記載，在永祿5年（1562年）繼承諏訪惣領家的是信玄的四男勝賴，因此被認為是繼承了高遠諏訪家。

## 外部連結
- 武家家伝＿高遠氏 （页面存档备份，存于）